# Moord op Christine Van Hees
De zaak Christine Van Hees betreft een zestienjarig Belgisch meisje uit Oudergem dat op 13 februari 1984 om het leven werd gebracht. Ze werd voor het laatst gezien op de avond voor haar dood. Haar lichaam werd gevonden in een verlaten champignonkwekerij in haar woonplaats. Het onderzoek sleepte zich vele jaren voort, maar had in 2014, toen de zaak verjaarde, geen resultaat opgeleverd.

## Het slachtoffer
Van Hees was een tiener die graag naar muziek luisterde. Ze was sportief en ging eens per week schaatsen of zwemmen. Ze ging naar school in Anderlecht en had een grote vriendenkring. Uit getuigenissen bleek dat ze in de maanden voor haar dood een dubbelleven leidde. Tijdens het sporten had ze aan haar vriendinnen verteld dat ze een zekere Marc had leren kennen en dat ze optrok met een dubieuze groep volwassenen. In de maanden voor haar dood had ze meermaals een discussie met haar ouders omtrent kleding en uitgaan. Op 12 februari, de dag voordat haar lichaam gevonden werd, was ze omstreeks 17.20 uur nog door twee vrienden gezien in Anderlecht. Na een kort praatje zagen de twee Christine naar het metrostation Sint-Guido stappen.

## Omstandigheden
Op 13 februari 1984 kreeg de brandweer om 20.47 uur een oproep omdat er een verdachte rookpluim opsteeg uit een gewezen champignonkwekerij in Oudergem waar vaak druggebruikers en punkers vertoefden. Eenmaal ter plaatste ontdekte de brandweer een stapel smeulende dozen en een deels verbrand lichaam. Het hoofd was ernstig beschadigd door brand en van voeten en handen was weinig over. Het vrouwelijk slachtoffer lag op haar buik en had geen kleren aan. De armen en voeten waren aan elkaar vastgebonden met een snoer dat ook rond haar hals zat gedraaid. Later bleek het om Christine Van Hees te gaan.
Deskundigen van het Brusselse parket vonden bij het slachtoffer enkele persoonlijke bezittingen zoals juwelen, verkoolde stukjes van een T-shirt en een bh. Na onderzoek werden in het bij de kwekerij behorende herenhuis ook persoonlijke bezittingen van Van Hees gevonden.

### Identificatie
De ouders van Van Hees hoorden de avond na de vondst dat enkele straten verderop een verbrand lichaam was gevonden. Ze realiseerden zich dat hun dochter de vorige avond niet was thuisgekomen en meldden dit aan de Brusselse gerechtelijke politie. Aangezien het lichaam van hun dochter zwaar toegetakeld was, kregen de ouders het lijk niet te zien. Ze moesten hun dochter identificeren aan de hand van stukjes schoolschrift en juwelen. De  Brusselse gerechtelijke politie bevestigde kort daarna dat het gevonden lichaam van Christine Van Hees was. Alvorens te zijn verbrand, was het meisje veelvuldig en op veel plaatsen mishandeld. Het bleek onmogelijk te bepalen welke foltering haar fataal geworden was. Na te zijn toegetakeld werd ze vastgebonden met een elektrisch snoer, overgoten met brandstof en in brand gestoken.

## Verdachten

### Serge Clooth
Op 1 oktober 1985 werd de zaak in handen gegeven van onderzoeksrechter Jean-Claude Van Espen. In het dossier was sprake van een verdachte genaamd Serge Clooth. Hij was een van de punkers die vaak in de oude champignonkwekerij verbleef. Clooth had een knalrode hanenkam, droeg legerlaarzen en was verslaafd aan lijm. In 1983 had hij twee maanden gevangenisstraf gekregen voor een gewelddadige diefstal en later was hij veroordeeld wegens desertie. Op 13 september 1984 werd hij gearresteerd op verdenking van de moord op Van Hees. Bij doorzoeking van zijn slaapkamer werd een schoolschrift van haar gevonden. Hij had daar geen verklaring voor. Deze verdachte werd tal van keren verhoord, waarbij hij zijn verhaal meerdere malen wijzigde. Hij beschikte overigens over een uitstekend alibi voor het tijdstip van de brand. Op 13 februari 1984 brak hij zijn hand en werd daarvoor verzorgd in het militair ziekenhuis te Neder-over-Heembeek. Clooth heeft meer dan drie jaar in voorarrest doorgebracht. Op 17 november 1987 mocht hij de gevangenis verlaten. Zijn nieuwe advocaat trok naar het Europees Hof voor de Rechten van de Mens, waar de Belgische staat in 1991 veroordeeld werd wegens het overschrijden van de termijn van voorhechtenis.

### Verdachte onbekend
In het begin van 1992 heropende de Brusselse gerechtelijke politie het onderzoek naar de moord. Voor het eerst werd haar moeder verhoord en kwam er een buurtonderzoek. Dat leidde tot een nieuw spoor. Vier jaar lang werd gezocht naar de eigenaar van een zwarte auto met een gouden adelaar op de motorkap. Buurtbewoners zagen de auto, enkele dagen voor de moord in de buurt van het huis van de familie Van Hees rijden. De automobilist werd niet gevonden en het spoor liep dood.

## Getuigen

### Regina Louf
In de nasleep in de zaak-Dutroux kreeg Patriek De Baets, die werkte als rijkswachtadjudant bij de BOB, een telefoontje van ene 'Tania uit Gent'. Via Tania kwam De Baets in contact met een meisje dat meer over Michel Nihoul wist. Tania wilde anoniem blijven, reden waarom zij in het proces-verbaal als getuige X1 werd aangeduid. Later bleek het te gaan om Regina Louf.
Louf zou een tragische jeugd gehad hebben en te lijden hebben gehad van ernstig seksueel misbruik. In enkele verhoren kwamen ook de namen Marc Dutroux, Michel Nihoul en Bernard Weinstein naar boven.
Op de avond van 31 oktober 1996, tijdens haar vijfde verhoor, liet Louf de naam van Christine van Hees vallen. Ze vertelde hoe het meisje, na langdurig te zijn gefolterd, verbrand werd in de kelder van de vervallen kwekerij. Het gebeurde na een seksfuif die een volle week duurde en waarop haar eigen baby van vijf maanden zou zijn gedood als straf. Als aanwezigen noemde Louf Michel Nihoul, Marc Dutroux, Michelle Martin, Annie Bouty, T., Bernard Weinstein, een Brusselse advocaat, een koppel uit Gent en 'een onbekende'. Louf vertelde hoe Dutroux en Nihoul Van Hees op een speciale manier op een tafel hadden vastgebonden. Louf werd vervolgens gedwongen het slachtoffer te wurgen. Van Hees zou meerdere malen zijn verkracht. Na afloop werd ze in brand gestoken. Louf beschreef ook  de plaats waar de feiten gebeurd zouden zijn.
Er werd lang getwijfeld aan de betrouwbaarheid van Louf. Op de dag van de feiten stond zij in haar school ingeschreven als “aanwezig”. Weinstein, hoofdrolspeler in het verhaal van Louf, zat in januari 1984 in een Franse gevangenis. Ze wist echter de moord en de voorwerpen die erbij werden gebruikt goed te beschrijven. Ook de beschrijving van de plaats delict was foutloos. De details die zij beschreef over de kwekerij waren in de pers nooit genoemd.

### José Ginderachter
Op 21 januari 1997 werd de 59-jarige Ginderachter verhoord. Hij is een zoon van de voormalige uitbater van de champignonkwekerij en heeft in het herenhuis gewoond. Hij kon bevestigen dat de kwekerij eruitzag zoals op de plattegrond die Louf op verzoek van de politie had getekend.

## DNA-testen
In 1998 werd het dossier overgedragen aan onderzoeksrechter Damien Vandermeersch, die opnieuw de voorwerpen die gevonden waren op de plaats delict liet onderzoeken. Het ging onder meer om een sigarettenpeuk. In de hoop dat DNA-onderzoek voor een doorbraak kon zorgen, gaf de onderzoeksrechter de opdracht om het DNA te vergelijken met de DNA-stalen van verdachten die waren bewaard. Ook stalen van mensen die toen in langdurig voorarrest zaten, werden onderzocht. Alle testen waren negatief.

## Cold case
In 2011 werd het dossier in handen gegeven van een coldcaseonderzoeksafdeling. Die ging onder meer op zoek naar de inzittenden van de donkerkleurige Pontiac Firebird Trans Am, die in de omgeving van het huis van Van Hees gezien was. Dat bleken een vijftiental mensen te zijn van een Brusselse rockabilly-band. Ze werden ondervraagd en moesten DNA-stalen afstaan, maar ook dit bracht een oplossing van de misdaad niet dichterbij.

## Verjaring
Op 13 februari 2014 was het dertig jaar geleden dat Christine Van Hees vermoord werd. De ouders werden er door de raadkamer van op de hoogte gesteld dat de strafvordering was uitgedoofd vanwege verjaring. De moord zal daardoor voor altijd onbestraft blijven.